# Diskografie Hannah Montany

## Alba

### Soundtracky
| Název                     | Detaily | Umístění | Umístění | Umístění | Umístění | Umístění | Umístění | Umístění | Umístění | Umístění | Umístění | Certifikace                                                                                    |
| Název                     | Detaily | US       | AUS      | AUT      | CAN      | FRA      | NOR      | NZ       | POR      | SPA      | UK       | Certifikace                                                                                    |
| ------------------------- | --- | -------- | -------- | -------- | -------- | -------- | -------- | -------- | -------- | -------- | -------- | ---------------------------------------------------------------------------------------------- |
| Hannah Montana            | - Datum vydání: 24. října 2006 - Vydavatelství: Walt Disney Records - Nosič: CD, CD+DVD, ke stažení, ke streamování    | 1        | 35       | 14       | 10       | 122      | 11       | 22       | —        | 14       | —        | - RIAA: 3× Platinum - BPI: Gold - MC: Gold - PMB: Gold                                         |
| Hannah Montana 2          | - Datum vydání: 26. června 2007 - Vydavatelství: Walt Disney Records - Nosič: 2 CD, CD+DVD, ke stažení, ke streamování | 1        | 20       | 13       | 3        | 178      | 8        | 6        | 12       | 46       | —        | - RIAA: 3× Platinum - ARIA: Platinum - BPI: Gold - MC: 2× Platinum - RMNZ: Gold                |
| Hannah Montana: The Movie | - Datum vydání: 24. března 2009 - Vydavatelství: Walt Disney Records - Nosič: CD, ke stažení, ke streamování           | 1        | 6        | 1        | 1        | 32       | 2        | 1        | 1        | 1        | —        | - RIAA: 2× Platinum - ARIA: Platinum - BPI: Gold - IRMA: Platinum - PMB: Gold - RMNZ: Platinum |
| Hannah Montana 3          | - Datum vydání: 2. července 2009 - Vydavatelství: Walt Disney Records - Nosič: CD, ke stažení, ke streamování          | 2        | 27       | 4        | 2        | 86       | 16       | 16       | 4        | 6        | —        | - IRMA: Gold                                                                                   |
| Hannah Montana Forever    | - Datum vydání: 15. října 2010 - Vydavatelství: Walt Disney Records - Nosič: CD, ke stažení, ke streamování            | 11       | 65       | 25       | —        | 55       | —        | 32       | 9        | 23       | 38       | - PMB: Gold                                                                                    |
| "—" bez dostupných dat    | |          |          |          |          |          |          |          |          |          |          |                                                                                                |